# Creoleon elegans
Creoleon elegans är en insektsart som beskrevs av Hölzel 1968. Creoleon elegans ingår i släktet Creoleon och familjen myrlejonsländor. Inga underarter finns listade i Catalogue of Life.